# Hassan Vosough

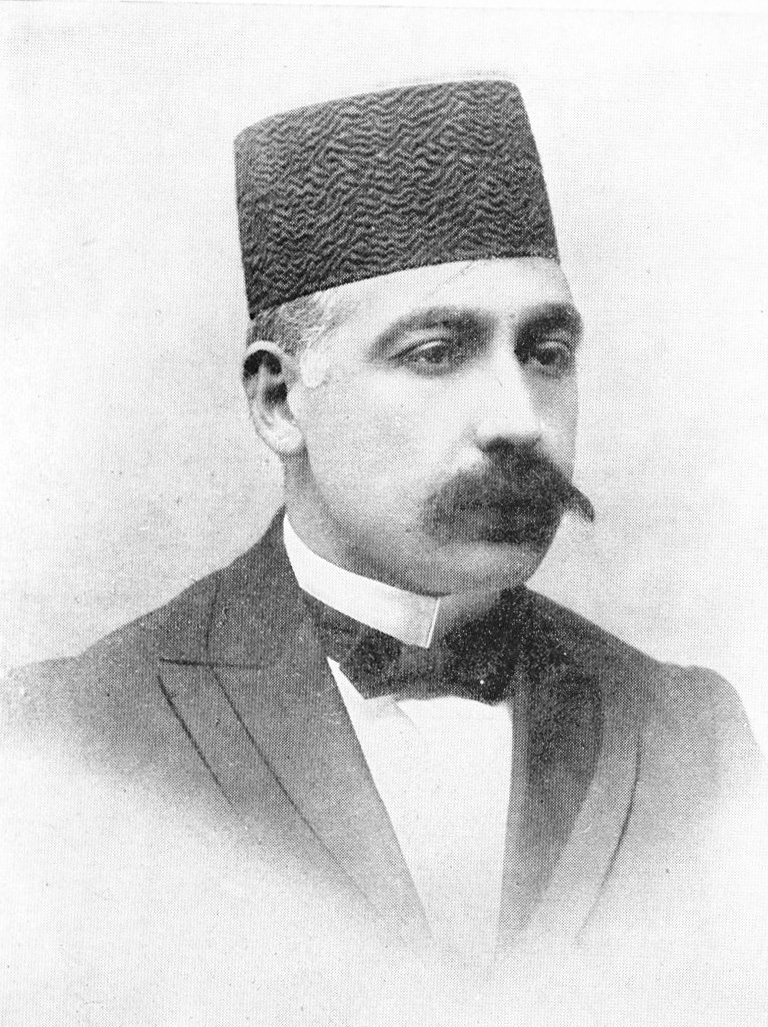
Hassan Vosough als Außenminister, 1911

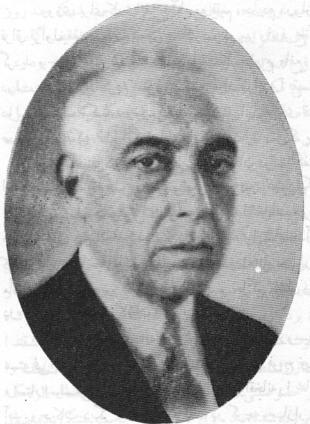
Hassan Vosough in späteren Jahren

Hassan Vosough (Vosough al Dowleh) (persisch حسن وثوق; * 1868; † 1951 in Teheran), auch Hassan Vosouq, war ein Politiker Irans. Er war Abgeordneter der Gründungsversammlung des ersten iranischen Parlaments und dessen stellvertretender Parlamentspräsident. In verschiedenen Kabinetten übernahm er den Posten des Finanzministers, Bildungsministers, Justizministers, Innenministers und Außenministers. Zweimal war Hassan Vosough Premierminister Irans. Hassan Vosough hatte acht Töchter und zwei Söhne. Hassan Vosough war der ältere Bruder von Ahmad Qavam.

## Leben
Hassan Vosough entstammt einer der bekanntesten Familien Irans. Sein Vater war Ebrahim Mirza Motamed al Saltaneh und sein Großvater war Mohammad Qavam al Dowleh. Seine Vorfahren dienten bereits den Schahs der Kadscharen als Regierungsbeamte. Aus der Familie seines Vaters stammten drei Premierminister: Hassan Mostofi, Ahmad Matin-Daftari und Mohammad Mossadegh. Die Familie seiner Mutter stellte einen Premierminister: Mirza Ali Khan Amin al Dowleh.
Hassan Vosough wuchs bei seinem Onkel Mirza Ali Khan auf, da seine Mutter schon in frühen Jahren verstarb und sein Vater als Finanzverwalter in mehreren Provinzen Irans tätig war. Hassan erhielt eine gute Ausbildung durch Hauslehrer und sprach fließend französisch und englisch. Als Heranwachsender begleitete er seinen Vater auf seinen Reisen und übernahm bereits in jungen Jahren die Finanzverwaltung von Aserbaidschan.
Hassan Vosough nahm aktiv an der konstitutionellen Revolution teil und wurde als Gründungsmitglied der konstituierenden Sitzung des ersten Parlaments 1906 zum stellvertretenden Parlamentspräsidenten gewählt. In den Jahren 1911 bis 1915 war Hassan Vosough zunächst Außenminister und später Finanzminister Irans. Das Amt des Premierministers übernahm er erstmals vom August 1916 bis Mai 1917. Nach der Abdankung des russischen Zaren am 15. März 1917 machte man sich im Iran Hoffnungen auf ein Ende des Ersten Weltkriegs und einen Abzug der russischen und britischen Truppen, die im November 1914 in den Iran einmarschiert waren und das Land seit dieser Zeit besetzt hielten. Hassan Vosough organisierte die vierten Parlamentswahlen in der Geschichte der noch jungen konstitutionellen Monarchie Irans und musste dann aber wegen der anhaltenden nationalistischen Agitation und der terroristischen Aktivitäten eines antibritischen „Strafkomitees“ zurücktreten.
Hassan Vosough sollte später noch einmal vom August 1918 bis zum Juni 1920 Premierminister werden. In dieser Zeit war er federführend an den Verhandlungen mit dem britischen Botschafter beteiligt, die zum anglo-iranischen Vertrag von 1919 führten. Die innenpolitischen Auseinandersetzungen um diesen Vertrag, mit dem nach Meinung der politischen Gegner Vosoughs Iran in ein britisches Protektorat verwandelt würde, führte zu seinem Rücktritt als Premierminister. Als später bekannt wurde, dass Vosough von den Briten 500.000 Toman für die Unterschrift unter den Vertrag gefordert und persönlich 200.000 Toman bekommen hatte, war seine politische Karriere zunächst beendet. Obwohl Vosough bestritt, sich persönlich bereichert zu haben, und auch anbot, die 200.000 Toman zurückzuzahlen, war sein Ruf so beschädigt, dass er Iran verließ. Er kehrte erst 1926 nach der Rückerstattung eines Teils des Bestechungsgeldes an den iranischen Staat in den Iran zurück.
Unter Reza Schah übernahm er im Juni 1926 wieder das Amt des Finanzministers und später wurde er Justizminister. Im November 1926 legte er sein Amt als Minister nieder, da er sich um einen Sitz im Parlament beworben hatte und auch gewählt wurde. Nach Ablauf der siebten Sitzungsperiode des iranischen Parlaments im Jahre 1928 zog sich Vosough aus der Politik zurück. Er wurde des Öfteren noch von Reza Schah in Finanzfragen konsultiert. 1936 wurde er Mitglied der neugegründeten Akademie für persische Sprache und Literatur (Farhangestan).
Hassan Vosough starb 1951 in Teheran.